# Jakob Ayrer
Jakob Ayrer (Norimberga, marzo 1544 – Norimberga, 26 marzo 1605) è stato un drammaturgo tedesco.

## Biografia
Jakob Ayrer fu un drammaturgo che ha inserito nelle sue opere elementi di opere elisabettiane, come ad esempio, gli effetti scenici spettacolari, l'azione violenta, la figura del pagliaccio, in particolare nei suoi Fastnachtsspiele (opera teatrale), le farse eseguite a Shrovetide, i tre giorni precedenti il Mercoledì delle ceneri.
Di umili origini, Ayrer lavorò inizialmente come garzone di bottega, prima di studiare legge a Lipsia dal 1588, dopo di che fu avvocato di professione e visse a Bamberga dal 1570 al 1593. Tornò poi a Norimberga, dove trascorse i suoi ultimi dodici anni come consigliere comunale, procuratore giudiziario e notaio imperiale.
Qui assistette alle rappresentazioni teatrali degli Englische Komödianten, compagnie inglesi che recitavano in Germania tra la fine del XVI secolo e l'inizio del XVII secolo.
Si avvicinò alla letteratura e alla drammaturgia influenzato dal maestro Hans Sachs.
Ayrer si dimostrò molto prolifico, avendo scritto più di cento commedie, tragedie, drammi storici, Fastnachtsspiele e Singspiele (commedia comica da cantare), intrisi di soggetti presi dall'antichità, dalla leggenda germanica, dalla tradizione popolare, dalla novellistica italiana.
Anticipò il barocco per la presenza nelle sue opere degli elementi del grottesco, dell'eccesso e dell'illusorio e ottenne l'ammirazione degli scrittori romantici.
Sessantasei delle sue opere, ispirate al teatro inglese, sono incluse nel suo Opere del teatro (Opus Theatricum, 1618), di cui Commedia del meraviglioso Sidea (Comedia von der schönen Sidea, circa 1600) è spesso menzionata per le somiglianza con La tempesta di William Shakespeare.

## Opere
- Von der Erbauung Roms, 1595;
- Von der schönen Melusina, 1598;
- Von dreien bösen Weibern, 1598;
- Von zweien Brüdern aus Syragusa;
- Comedia von der Schönen Sidea, 1605;
- Spiegel weiblicher zucht und ehr, 1618;
- Opus Theatricum. Scherff, Nürnberg, 1618.